# Tamara Armoush
Tamara Armoush (sinh ngày 8 tháng 5 năm 1992) là một vận động viên chạy vượt rào ngắn sinh ra tại Anh, hiện tại cô đang thi đấu cho đội tuyển quốc gia Jordan. Cô đã tham gia tranh tài ở nội dung chạy 1500 mét nữ tại Giải vô địch Thế giới năm 2017 về điền kinh.